# C25H32N2O6
化学式C25H32N2O6（摩尔质量：456.539 g/mol）可以指：
- 文多灵，CAS号：2182-14-1
- β-Funaltrexamine（β-FNA），CAS号：72782-05-9

|  | 这个同类索引页列出了具有相同分子式的化学物（即同分異構體）条目。 除非您是有意链接至本页，否则应将相应条目的内部链接指向正确的条目。 |